# Hansenium spathulicarpus
Hansenium spathulicarpus is een pissebed uit de familie Stenetriidae. De wetenschappelijke naam van de soort is voor het eerst geldig gepubliceerd in 1984 door Kensley.